# Feriados na Alemanha Nazi
A tabela que se segue apresenta os dias feriados e festividades oficiais da Alemanha, de 1933 a 1945.
| Data                       | Nome                                      | Em português                     | Observações                                                                      |
| -------------------------- | ----------------------------------------- | -------------------------------- | -------------------------------------------------------------------------------- |
| 1 de Janeiro               | Neujahrstag                               | Dia de Ano Novo                  |                                                                                  |
| 30 de Janeiro              | Tag der Machtergreifung                   | Dia da Tomada do Poder           | Celebra a nomeação de Adolf Hitler como chanceler, em 1933.                      |
| 24 de Fevereiro            | Parteigründungsfeier                      | Dia da Fundação do Partido       | Em 1919. Feriado facultativo.                                                    |
| 20 de Abril                | Führergeburtstag                          | Dia de Aniversário do Führer     | Braunau am Inn, 1889. Feriado facultativo.                                       |
| Terça-feira, festa móvel   | Karneval                                  | Carnaval                         | Feriado facultativo.                                                             |
| Sexta-feira, festa móvel   | Karfreitag                                | Sexta-feira Santa                |                                                                                  |
| Domingo, festa móvel       | Ostersonntag                              | Domingo de Páscoa                |                                                                                  |
| Segunda-feira, festa móvel | Ostermontag                               | Segunda-feira de Páscoa          |                                                                                  |
| 16 de Março                | Heldengedenktag                           | Dia dos Heróis                   |                                                                                  |
| 1 de Maio                  | Tag der Arbeit                            | Dia do Trabalho                  |                                                                                  |
| 2º Sábado de Maio          | Muttertag                                 | Dia das Mães                     |                                                                                  |
| Quinta-feira, festa móvel  | Christi Himmelfahrt                       | Quinta-feira da Ascensão         |                                                                                  |
| Domingo, festa móvel       | Pfingstsonntag                            | Pentecostes                      |                                                                                  |
| 1ª quinzena de Setembro    | Reichsparteitag in Nürnberg               | Congresso do NSDAP em Nuremberga | Festividade facultativa.                                                         |
| 31 de Outubro              | Reformationstag                           | Dia da Reforma                   | Celebra a Reforma Luterana.                                                      |
| 9 de Novembro              | Gedenktag für die Gefallenen der Bewegung | Dia dos Caídos pelo Movimento    | Celebração em memória dos 16 militantes do NSDAP mortos durante o Putsch de 1923 |
| Novembro, festa móvel      | Buß- und Bettag                           | Dia de Oração                    | Festividade da Igreja Evangélica Alemã.                                          |
| 24 de Dezembro             | Volksweihnacht                            | Consoada                         | Feriado facultativo.                                                             |
| 25 de Dezembro             | Weihnachtsfeiertag                        | Festa de Natal                   |                                                                                  |
| 26 de Dezembro             | Weihnachtsfeiertag                        | Festa de Natal                   |                                                                                  |

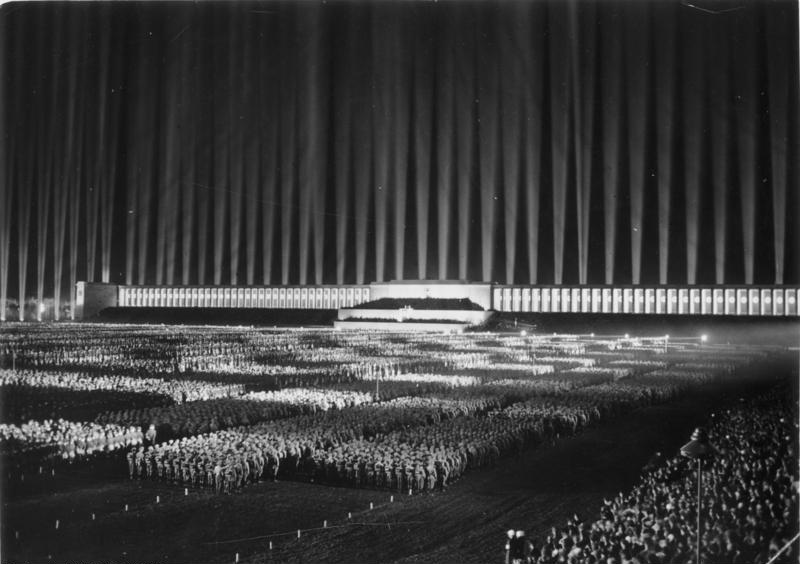
Congresso de Nuremberga, 8 de Setembro de 1936

Além destes feriados oficiais, deve-se acrescentar a Festa das Colheitas (celebrada na semana pentecostal) e o Dia da Espiga, bem como as festividades de carácter local como a Feira de Leipzig ou a Oktoberfest.
Alguns organismos oficiais, como as SS, animavam a população a celebrar os solstícios, equinócios e outras festas pagãs com origem na ancestralidade germânica.